# 八幡神社 (川越市鴨田)
八幡神社（はちまんじんじゃ）は、埼玉県川越市の神社。

## 歴史
1458年（長禄2年）に創建された。太田道灌の川越城築城に際し、その鎮護のために創建した。氏子を構成したのは主に山田氏と佐藤氏であり、ともに松山城の落武者で当地を開発した者であるという。
1872年（明治5年）、近代社格制度に基づく「村社」に列せられ、明治末期から実施された神社合祀では1908年（明治41年）に1社、1915年（大正4年）に3社が合祀された。

## 文化財
- 鴨田八幡神社本殿（川越市指定有形文化財 平成17年7月22日指定）[2]

## 交通アクセス
- 路線バストワーム小江戸病院入口停留所より徒歩16分。